# Mas Barnola
El Mas Barnola és una masia del municipi de Lles de Cerdanya (Baixa Cerdanya) inclosa en l'Inventari del Patrimoni Arquitectònic de Catalunya. Adossada a la masia hi ha la capella de Sant Francesc.

## Descripció
El mas Barnola que està situat en el terme de Lles, en el camí que va cap a Viliella, és la casa pairal de la família Barnola posseïdora de la jurisdicció senyorial de la baronia de Lles, que comprenia la vall de la Llosa.
L'actual edifici és una recent reconstrucció de l'antiga mansió senyorial, que assolí l'etapa més florent al llarg del segle xviii. Es tracta d'un massís bloc rectangular, construït amb parament irregular en els seus panys, reforçat en els angles per carreuada més grossa. Les obertures queden emmarcades per blocs de pedra ben tallada i polida, en volgut contrast amb l'aparell dels panys. La distribució dels buits és irregular als murs laterals, mentre que a la façana principal, s'ajusta a un pla simètric que emfasitza un eix central determinat pel finestral del segon pis i el voladís de teules, que aixopluga una balconada de fusta, i la porta principal
D'alguna manera la triple distribució en alçada i en planta, suggereix els antics valors funcionals propis dels masos, que queden aquí emmascarats i alterats avui, pel seu caràcter d'habitatge residencial. Annex a un dels murs laterals s'ubica una petita capella d'ús familiar, de parament similar al del casal, té portal de llinda, òcul i espadanya simple, guardant en l'interior un tapís de 1915. Tot el conjunt és cobert amb teules a dos vessants amb lleuger voladís sostingut per bigues de fusta, un dels vessants integra la coberta de la capella
El conjunt s'apropia d'elements constructius i tipològics de caràcter popular, descontextualitzant-los, al servei d'un esperit senyorívol, que pretén legitimar-se a través d'una dubtosa recuperació d'aquells mòduls tradicionals.
Conjunt de notables dimensions format per la casa pairal, la capella adossada i uns grans annexos de planta rectangular (segle xix).
De planta rectangular i cobertes de teules a dos vessants, amb lluerna per donar llum a les habitacions de sota teulada.
Els edificis annexos, amb porxades, corresponen als estables, graners, etc., i inclouen l'era enllosada, a la que s'accedeix per una gran portalada, seguint l'estructura típica de la casa cerdana.
A la façana hi ha unes grans balconades de fusta, modernes. La porta principal és d'arc de mig punt i hi ha inscrit a banda i banda: "Ieshus Maria" i la data de 1563. A la clau de la dovella hi ha inscrit el símbol de la casa.
Capella adossada al mur del nord de la masia Barnola. És de planta rectangular amb coberta a una sola vessant. El campanar és d'espadanya amb un sol ull. A la façana, rosetó i porta amb arc de descàrrega que reposa sobre la llinda. A l'interior, darrere l'altar, hi ha un tapís dedicat a Santiago.

## Història
Casa pairal dels barons de la Barnola, darrers senyors de Lles. Des d'inicis del segle XX i fins fa poc era propietat de la família Soldevila.